# Socovce
Socovce es un municipio del distrito de Martin en la región de Žilina, Eslovaquia, con una población estimada a final del año 2024 de 227 habitantes.
Se encuentra ubicado al oeste de la región, cerca del curso alto del río Váh (cuenca hidrográfica del Danubio) y del parque nacional de Veľká Fatra.

## Demografía
| Año        | 1994 | 2004    | 2014    | 2024    |
| ---------- | ---- | ------- | ------- | ------- |
| Población  | 230  | 243     | 245     | 227     |
| Diferencia |      | +5,65 % | +0,82 % | −7,34 % |

| Año        | 2023 | 2024    |
| ---------- | ---- | ------- |
| Población  | 228  | 227     |
| Diferencia |      | −0,43 % |